# Ingrida Mačernytė-Panomariovienė
Ingrida Mačernytė-Panomariovienė (* 1971 in der Litauischen SSR) ist litauische Arbeitsrechtlerin, Professorin an der MRU-Universität (seit 2012).

## Leben
1994 absolvierte Ingrida das Diplomstudium der Wirtschaftswissenschaften und 1998 der Rechtswissenschaften an der Vilniaus universitetas. Am 16. Dezember 2002 promovierte sie an der Lietuvos teisės universitetas zum Thema "Arbeitnehmergarantien nach der Zahlungsunfähigkeit des Arbeitgebers" (lit. Garantijos darbuotojams darbdaviui tapus nemokiam). Mačernytė ist wissenschaftliche Sekretärin am Institut für Recht Litauens (hier arbeitet seit 2003). Seit 2012 ist sie Professorin am Lehrstuhl für soziale Sicherheit und Arbeitsrecht an der MRU.